# Poste Italiane

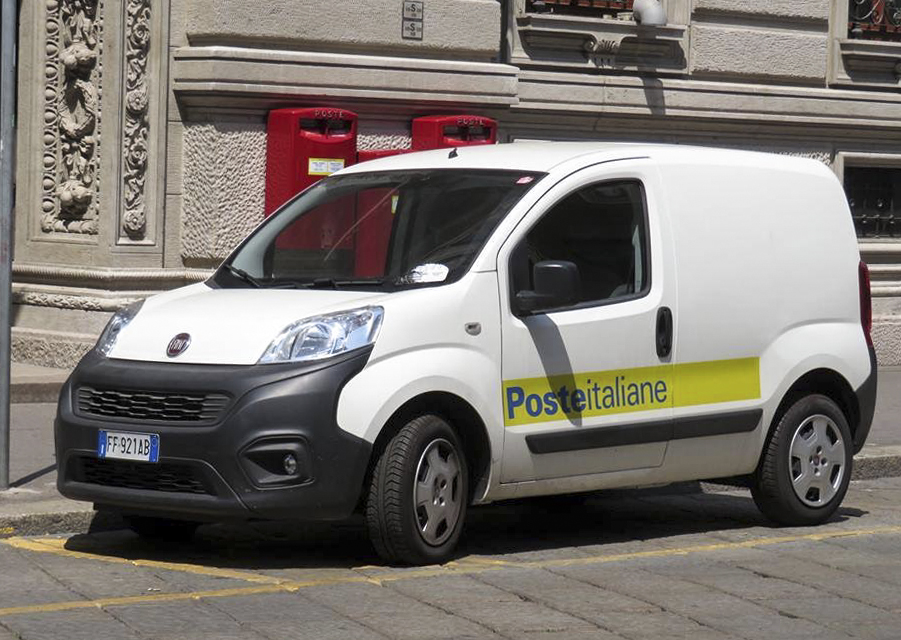
Italiaanse postauto

Poste Italiane is een Italiaans staatsbedrijf. Het is actief op het gebied van de post en heeft verder financiële activiteiten als sparen en andere bankdiensten en verzekeringen.

## Activiteiten
Poste Italiane heeft twee belangrijke activiteiten. Het levert financiële diensten zoals verzekeringen, bank- en betaaldiensten. Het andere bedrijfsonderdeel is de bezorging van post en pakketten, maar dit is de kleinste van de twee activiteiten gemeten naar de omzet.
Net als in de rest van Europa kampt het postbedrijf met een teruglopend aanbod van briefpost door het toenemend gebruik van digitale post. In 2014 realiseerde het bedrijf een jaaromzet van € 24 miljard en werkten er zo’n 145.000 mensen. Er zijn zo’n 13.000 kantoren in heel Italië.

## Geschiedenis
In 1994 werd het postbedrijf op afstand van de overheid geplaatst en ondergebracht in Poste Italiane. Het werd een naamloze vennootschap (SpA) en de aandelen kwamen in handen van het ministerie van Post en Telecommunicatie.
Eind oktober 2015 gingen de aandelen naar de beurs tegen een introductiekoers van 6,75 euro waarmee de totale opbrengst voor de verkopende Italiaanse staat uitkwam op 3,4 miljard euro. De staat verkocht ongeveer 40% van de aandelen. Het bedrijf is genoteerd aan de Borsa Italiana en maakt onderdeel uit van de aandelenindex FTSE MIB.